# إيمانويلا لامبرودوبولوس
إيمانويلا لامبرودوبولوس (بالإنجليزية: Emmanuella Lambropoulos) هي سياسية كندية من الحزب الليبرالي الكندي ولدت في يوم 12 سبتمبر 1990 في مدينة مونتريال في كيبك. أكملت دراستها في جامعة مكغيل. وفي سنة 2017 أنتخبت كعضوة في مجلس النواب الكندي. تتقن التحدث باللغات الإنجليزية والفرنسية واليونانية.